# Lijst van burgemeesters van Fresno
De lijst geeft een overzicht van alle burgemeesters van de Californische stad Fresno. De huidige burgemeester is (sinds januari 2021) Jerry Dyer.
De plaats is gesticht in 1872 en in 1885 kreeg de stad haar eigen bestuur. In het begin was de voorzitter van de raad van toezicht het hoofd van de uitvoerende macht en sinds 1901 is dat de burgemeester. De burgemeester van Fresno is officieel partijloos, maar in deze lijst staan voor zover bekend de politieke partijen, waarvan de burgemeesters lid zijn geweest voor de verkiezingen, vermeld.

## Lijst van voorzitters van de raad van toezicht
| Nr. | Voorzitter          | Termijn                         |
| --- | ------------------- | ------------------------------- |
| 1   | William Faymonville | 27 oktober 1885 - 25 april 1887 |
| 2   | W. L. Graves        | 25 april 1887 - 31 oktober 1887 |
| 3   | A. M. Clark         | 31 oktober 1887 - 15 april 1889 |
| 4   | A. J. Pedlar        | 15 april 1889 - 18??            |
| 5   | C. J. Craycroft     | 27 oktober 1895 - 1901          |

## Lijst van burgemeesters sinds 1901
| Nr. | Burgemeester          | Termijn     | Partij      | Opmerking                 |
| --- | --------------------- | ----------- | ----------- | ------------------------- |
| 1   | Lewis Oliver Stephens | 1901 - 1905 | Partijloos  |                           |
| 2   | W. Parker Lyon        | 1905 - 1908 | Partijloos  |                           |
| 3   | Ed. F. Bush           | 1908 - 1909 | Partijloos  | waarnemend                |
| 4   | Chester Rowell        | 1909 - 1912 | Republikein |                           |
| 5   | Alva E. Snow          | 1912 - 1917 | Republikein | waarnemend tot 1913       |
| 6   | William F. Toomey     | 1917 - 1921 | Partijloos  |                           |
| 7   | Truman G. Hart        | 1921 - 1925 | Republikein |                           |
| 8   | A. E. Sunderland      | 1925 - 1929 | Partijloos  |                           |
| 9   | Zygmunt S. Leymel     | 1929 - 1937 | Republikein |                           |
| 10  | Frank A. Homan        | 1937 - 1941 | Partijloos  |                           |
| 11  | Zygmunt S. Leymel     | 1941 - 1947 | Republikein |                           |
| 12  | Glenn M. Devore       | 1947 - 1949 | Partijloos  | waarnemend                |
| 13  | Gordon D. Dunn        | 1949 - 1957 | Partijloos  |                           |
| 14  | C. Cal Evans          | 1957 - 1958 | Partijloos  |                           |
| 15  | Arthur L. Selland     | 1958 - 1963 | Republikein |                           |
| 16  | Wallace D. Henderson  | 1963 - 1965 | Democraat   | waarnemend                |
| 17  | Floyd H. Hyde         | 1965 - 1969 | Partijloos  |                           |
| 18  | Ted C. Wills          | 1969 - 1977 | Partijloos  |                           |
| 19  | Daniel K. Whitehurst  | 1977 - 1985 | Democraat   |                           |
| 20  | Dale Doig             | 1985 - 1989 | Partijloos  | waarnemend tot 5 mei 1985 |
| 21  | Karen Humphrey        | 1989 - 1996 | Democraat   |                           |
| 22  | Jim Patterson         | 1996 - 2001 | Republikein |                           |
| 23  | Alan Autry            | 2001 - 2009 | Republikein |                           |
| 24  | Ashley Swearengin     | 2009 - 2017 | Republikein |                           |
| 25  | Lee Brand             | 2017 - 2021 | Republikein |                           |
| 26  | Jerry Dyer            | sinds 2021  | Republikein |                           |